# Стоянов, Гаврил
Гаври́л Сто́янов (болг. Гаврил Стоянов; 9 июля 1929, София — 6 ноября 2005, София) — болгарский футболист и футбольный тренер, бронзовый призёр Олимпийских игр 1956 года. Заслуженный мастер спорта Болгарии.

## Биография

### Игровая карьера
Стоянов начал карьеру в «Септември», за который отыграл три сезона.
В 1948 году перешёл в «Бдин», в котором отыграл один сезон. По окончании сезона 1948/49 перешёл в софийский ЦСКА, в котором он отыграл в течение 13 сезонов, выиграв с командой 10 чемпионских титулов и 4 Кубка Болгарии. Покинув армейцев, играл за «Септември» (1962—1963) и софийский «Спартак» (1963—1964), в котором закончил карьеру игрока.
В составе сборной Болгарии играл на олимпийском турнире 1952 года и олимпийском турнире 1956 года, на котором болгары завоевали бронзовые медали.

### Тренерская карьера
Стоянов работал главным тренером ряда болгарских команд, а также тренировал «Омонию» (1978—1979).

### Смерть
Скончался 5 ноября 2005 года в Софии в возрасте 76 лет.

## Достижения
ЦСКА (София)
- Чемпион Болгарии (11): 1951, 1952, 1954, 1955, 1956, 1957, 1958, 1958/1959, 1959/1960, 1960/1961, 1961/1962
- Обладатель Кубка Болгарии (3): 1954, 1955, 1961
- Чемпион Спартакиады дружественных армий: 1958

Болгария
- Бронзовый призёр Олимпийских игр (1): 1956